# Glenea babiana
Glenea babiana är en skalbaggsart som beskrevs av Aurivillius 1924. Glenea babiana ingår i släktet Glenea och familjen långhorningar. Inga underarter finns listade i Catalogue of Life.